# ISO 3166-2:BT
Die Liste der ISO-3166-2-Codes für  Bhutan enthält die Codes für die 20 Distrikte.

Die Codes bestehen aus zwei Teilen, die durch einen Bindestrich voneinander getrennt sind. Der erste Teil gibt den Landescode gemäß ISO 3166-1 (für  Bhutan BT), der zweite den Code für der Distrikt wieder.
Die aktuellen Codes stehen auf der Seite der ISO unter #iso:code:3166:BT zur Verfügung.

Bhutan hat noch vier übergeordnete Verwaltungseinheiten. Diese sind jedoch nicht in der ISO 3166-2:BT codiert.

Distrikte in Bhutan

| Distrikt         | Code  |
| ---------------- | ----- |
| Bumthang         | BT-33 |
| Chukha           | BT-12 |
| Dagana           | BT-22 |
| Gasa             | BT-GA |
| Haa              | BT-13 |
| Lhuntse          | BT-44 |
| Mongar           | BT-42 |
| Paro             | BT-11 |
| Pemagatshel      | BT-43 |
| Punakha          | BT-23 |
| Samdrup Jongkhar | BT-45 |
| Samtse           | BT-14 |
| Sarpang          | BT-31 |
| Thimphu          | BT-15 |
| Trashigang       | BT-41 |
| Trashiyangtse    | BT-TY |
| Trongsa          | BT-32 |
| Tsirang          | BT-21 |
| Wangdue Phodrang | BT-24 |
| Zhemgang         | BT-34 |